# Провинција Киј
Киј (јап. 紀伊国) је једна од 66 историјских провинција Јапана, која је постојала од почетка 8. века (закон Таихо из 703. године) до Мејџи реформи у другој половини 19. века. Киј се налазио на истоименом полуострву на јужној обали острва Хоншу.
Царским декретом од 29. августа 1871. све постојеће провинције замењене су префектурама. Територија Кија припада данашњој префектури Вакајама и јужном делу префектуре Мије.

## Географија
Киј се налазио на истоименом полуострву на јужној обали острва Хоншу. На западу је излазио на Унутрашње море, а на југу и устоку на Тихи океан. На северу се граничио са провинцијама Сецу, Кавачи, Јамато и Исе.